# Acanthopsyche tristis
Acanthopsyche tristis är en fjärilsart som beskrevs av Antonius Johannes Theodorus Janse 1917. Acanthopsyche tristis ingår i släktet Acanthopsyche och familjen säckspinnare. Inga underarter finns listade i Catalogue of Life.